# 山本清治
山本 清治 （やまもと せいじ、1930年（昭和5年）9月26日 - ）は、元競輪選手である。熊本県出身。熊本県立熊本商業学校（現・熊本県立熊本商業高等学校）卒業。
1949年2月1日、選手登録（期前選手）。登録番号は309。選手時代はヤマセイの愛称でファンから親しまれていた。6人兄弟で、ほかの5人（春雄、金哉、義男、利光、賢一）いずれも元競輪選手。
なお、同姓同名の日本競輪学校（当時）第31期生の元競輪選手（2002年7月31日登録削除）が存在するが、別人である。

## 競輪選手になるならば大阪へ
山本は熊本県の生まれであるが、熊本商業を卒業後、競輪選手の登録地を大阪とした。
これは、競輪を職業として選ぶ以上、当時自転車産業が盛んで、かつ戦前、自転車メーカーに所属していた選手が大勢いた大阪のほうが早く強くなれるという考えがあったことに起因するものだった。当時大阪は後に第1回の全国争覇競輪（現・日本選手権競輪）を優勝することになる横田隆雄を筆頭として、自転車競技の第一人者といえる選手が数多くおり、山本も彼らを目標に日夜精進していれば、必ずトップクラスになれる日は近いと信じていた。また山本は選手登録日当時、熊本商業の生徒であったが、学校の許可を得て競輪競走にも参加していたという、二足のわらじを履いていた。
1949年3月の小倉競輪でデビュー。

## ヤマセイの燕返し
名剣士、佐々木小次郎の燕返しをもじって、ヤマセイの燕返しと言われたことがあった。これは山本が後方に置かれたときにも、直線に入ってビューンと伸びてくることからつけられたとされるもので、後に井上茂徳のニックネームとなる「鬼脚」に近い表現といえる。
この驚愕ともいえるヤマセイの燕返しに対抗したのが、埼玉の高倉登の「超」地脚先行。高倉は自らトップを引きつつもそのまま逃げ切ったことがあるという、人間離れともいうべき競走を幾度となく成し遂げた。その高倉に唯一対抗できたのは山本だったと言われている。それが証拠に、1951年は山本が3つ、高倉が2つの特別競輪を制覇し、ほぼ2人でタイトルを分け合った。

## 初物に強い
山本は、GI大会として現存している、高松宮杯競輪及び競輪祭競輪王戦の第1回の優勝者である。また第1回ではないが、1968年まで開催されることになる全国都道府県選抜競輪ではメイン種目となっていくことになる、4000メートル競走（1963年の第20回大会より種目の一本化が図られたが、1966年に3010mで開催された西宮競輪場以外、全て4000mで行われた。）でも初代優勝者となっている。

## ヤマセイ日記
山本はデビューしたときから日記をつけることが習慣となっており、やがてマスコミがこの日記の内容に目をつけ、ヤマセイ日記と呼んで、しばしその内容が紹介されたことがあった。
山本自身、長く競輪選手を続けるつもりはデビューしたときから考えていなかったようで、逆に自分自身で決めている引退年齢から逆算して、ならばあと○年間頑張ろう、という形の内容のものがほとんどだった。人生は長く、競輪選手はその間の通過点でしかない。だったらその通過点である競輪で自分が持てる力を最大限発揮しようという考えを持っていたようだ。
この山本の考え方というのは、後に現役のトップクラスの選手としてまだまだ頑張れるはずにもかかわらず引退した福島正幸や中野浩一にも通じるところがあり、またこの日記は、引退後も多くの競輪関係記事で取り上げられることにもなった。それくらい、この日記の意味するところは大きいといえる。

## いつ引退するのか?
山本は前述したヤマセイ日記では当初、デビュー10年目にあたる28歳頃が引退の年齢になるのではないかと綴っていた。つまり当初から選手としての在籍期間は10年間と決めていたふしがある。しかし実際にはそうならず、31歳の年齢である1961年に引退した。同年12月25日、登録消除。
これは28歳に到達したとき、山本自身がまだまだ現役として精神的、肉体的にも頑張れることから、「だったらまだあと3年ぐらいは頑張ってみようではないか。」とくだんの日記に記したことが起因している。
そして日記に記した3年後となる1961年11月の大阪住之江競輪場の開催をもって現役を引退することになった。もっとも当時、力が衰えたどころか、まだまだトップクラスで戦える力を十分持っていた。
後年、フランシナ・ブランカース＝クン夫人のヘルシンキ五輪での惨敗を見て、無敵の勝者もいつかは衰える日が来る、そうなる前にやめたい、という日記の一節をスピードチャンネルで自ら読み、早い引退に至った心境の一端を語った。

## 初代ミスター競輪
山本のことを、「初代ミスター競輪」という人は少なくない。一時は通算勝率が5割を超えたことがあり、ヤマセイから買えば当たるというファンの厚い信頼を得ていたからだ。
山本の通算成績は1290戦609勝、2着266回。通算勝率47.2%、同連対率は67.8%にも上るが、この成績のほとんどがトップクラス同士における戦いでのもの。さしずめ「2代目ミスター競輪」といってもいい中野浩一の同勝率53.9%、同連対率71.8%に次ぐものであり、山本、中野と同じく、ほとんど新人時代からトップクラスに君臨し、なおかつその地位を維持したまま引退した吉岡稔真の同勝率45.8%、同連対率56.5%を上回るものである。
引退後は事業家に転身し、競輪に携わることは雑誌の特集記事程度の他なかったが、1995年に日本名輪会が創設されるとそのメンバーとなり、各種イベントにおいて姿を見せるようになった。2011年からは岸和田競輪場において山本の功績を讃えるため現役当時のあだ名を冠杯とした『ヤマセイ杯』が開催されている。

## 主な獲得タイトルと記録
1950年
- 全国争覇競輪・競走車部門（後楽園競輪場）
- 高松宮賜杯競輪（大津びわこ競輪場）・・・初代優勝者

1951年
- 高松宮賜杯競輪（大津びわこ競輪場）
- 競輪祭競輪王戦（小倉競輪場）・・・初代優勝者

1953年
- 第5回全国都道府県選抜競輪（4000m・花月園競輪場）

1954年
- 第6回全国都道府県選抜競輪（4000m・京都向日町競輪場）

1959年
- 高松宮賜杯競輪（大津びわこ競輪場）

年間賞金王
- 2回 - 1953年・1959年